# Groupe Ledya
 (mars 2019).
Si vous disposez d'ouvrages ou d'articles de référence ou si vous connaissez des sites web de qualité traitant du thème abordé ici, merci de compléter l'article en donnant les références utiles à sa vérifiabilité et en les liant à la section « Notes et références ».
Groupe Ledya, crée juridiquement en 1985 est un conglomérat industriel de 16 entreprises en République démocratique du Congo. Le fondateur et Président Directeur Général du Groupe Ledya est l'homme d'Affaires congolais, Jean Lengo Dia-Ndinga qui été primé le 22 septembre 2023, à New-York par le Média Forbes "Meilleur entrepreneur africain de l'année 2023",. Le vice-président du Groupe Ledya est Glend Makabi.
Les activités du Groupe Ledya se déclinent dans le transport, la logistique et les ports, le commerce de produits de consommation, l’hôtellerie, la fonderie, l’exploitation forestière, l’agriculture, et l'exploitation pétrolière et minière (cuivre, cobalt, manganèse),.
Fin octobre 2023, suite à sept années d'exploration géologique et de recherches à Kolwezi où se situe l'une des mines de cuivre et de cobalt que possède Lerexcom Mining, l'une des branches mining du Groupe Ledya, la société SRK Consulting livrera son rapport de pré-faisabilité au groupe.
Le Groupe Ledya a su générer toutes activités confondues un chiffre d’Affaires à 8 chiffres dans un secteur concurrentiel souvent difficile. La stratégie utilisée par le Groupe Ledya pour assurer sa croissance est l'intégration verticale de services,,.
Le Groupe Ledya privilégie l'expertise congolaise et respecte la parité au sein de ses 16 entreprises :
Lerexcom Petroleum, Lerexcom Mining, CMT, SOGECAR (carrière de moellons), Ledya Socorep, Surestream RDC, LOG DS, LOG EP, SAF Energie, AIDEL, SOCOPPE, MGT, TICOM, Simobile, Ledya Hotels, Leditac Color,.
Le Groupe Ledya est par ailleurs très actif dans les secteurs de l'Education et de la Santé. À travers sa société Matadi Gateway Terminal (MGT), un géant de la manutention en RDC, le Groupe Ledya a offert 300 bancs à 6 écoles de la sous-division I et II de la ville de Matadi.
[réf. nécessaire]

## Historique
En 1985, le PDG du Groupe Ledya opère une première formalisation en établissant la Maison Ledya, Ledya étant la contraction des premières syllabes, deux premiers composants du nom de Jean Lengo, c'est-à-dire Lengo et Dia. Il étend ses activités avec l'importation de produits alimentaires et le transport routier en développant sa propre chaîne de froid avec 10 véhicules à son commencement.
Aujourd'hui le Groupe Ledya est considéré comme leader dans l'industrie Congolaise, et son fondateur et Président Directeur Général Jean Lengo Dia-Ndinga est cité depuis plusieurs décennies comme l'une des 50 personnalités qui comptent en RDC.

## Organisation
Le Groupe Ledya est constitué de 16 sociétés créées par intégration verticale de services.
Le CEO est Jean Lengo Dia-Ndinga et le vice-président du groupe est Glend Makabi.

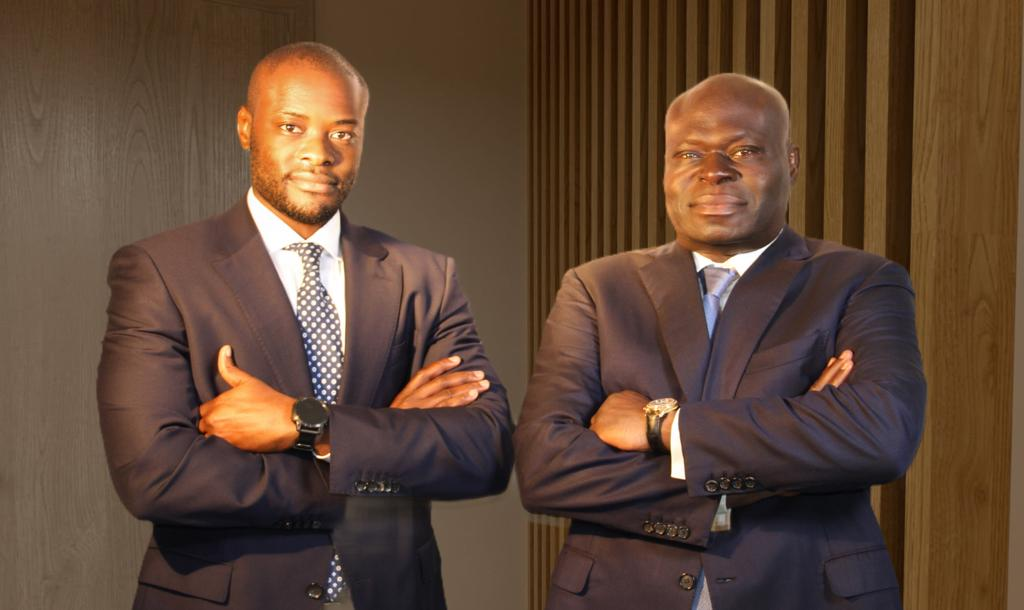
À droite de la photo, le Président du Groupe Ledya, Monsieur Jean Lengo Dia-Ndinga et à gauche de la photo, son vice-président, Monsieur Glend Makabi.

## Société partenaire
Le Groupe Ledya est partenaire de la société ICTSI (International Container Terminal Services), une société mondiale de gestion portuaire dont le siège se trouve à Manille, aux Philippines. Ensemble, les deux entités ont modernisé le port maritime MGT du quartier Ango-Ango, situé dans la commune de Matadi, dans la province du Kongo-Central. C’est d’ailleurs ce qui a donné naissance à la Société Congolaise de Pêche (SOCOPE) détenu à 70% par le Groupe Ledya.

## Direction

### Direction
- Président directeur général depuis la création du Groupe Ledya : Jean Lengo Dia-Ndinga
- Vice-Président : Glend Makabi
- Directeur financier : Michael Lengo
- Directrice des Ressources humaines : Perpetue Lengo
- Directeur de Cabinet : Claude Bossio[6]

### Conseil d'administration
Monsieur Claude Bossio, Directeur de Cabinet depuis plus de 40 ans auprès du PDG Jean Lengo Dia-Ndinga et Président du Conseil d’Administration de Lerexcom Petroleum, branche hydrocarbures du Groupe Ledya.

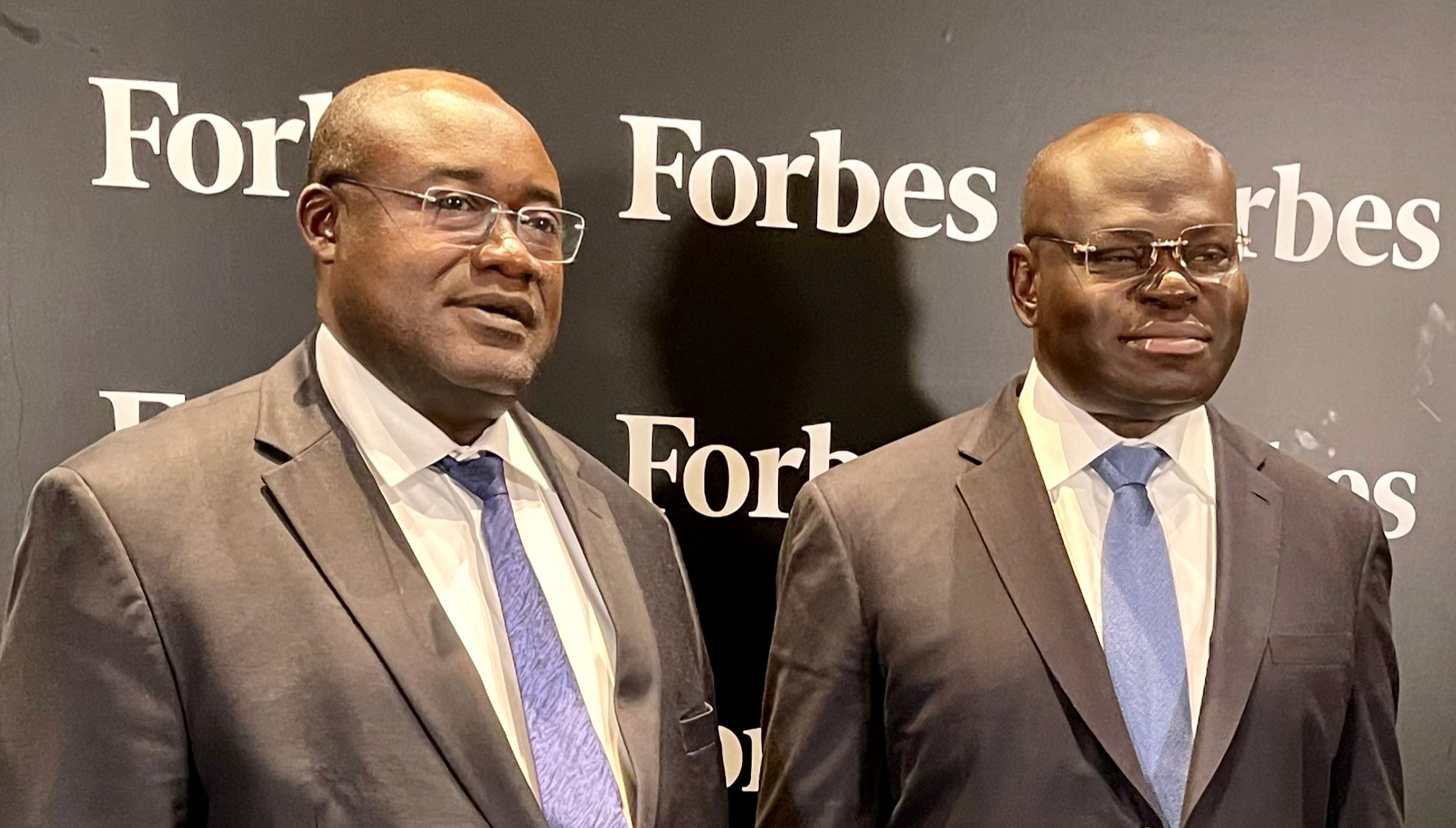
De gauche à droite, M. Claude Bossio, PCA de Lerexcom Petroleum, branche hydrocarbures du Groupe Ledya et M. Jean Lengo Dia-Ndinga, Fondateur et PDG du Groupe Ledya